# Technik ekonomista
Technik ekonomista – tytuł zawodowy nadawany w Polsce absolwentom szkół kształcących w zawodzie technik ekonomista.
Kwalifikacje wyodrębnione w zawodzie technik ekonomista po reformie oświaty z 2017 r.:
- EKA.04 Prowadzenie dokumentacji w jednostce organizacyjnej;
- EKA.05 Prowadzenie spraw kadrowo-płacowych i gospodarki finansowej jednostek organizacyjnych.

Absolwent szkoły kształcącej w zawodzie technik ekonomista powinien być przygotowany do wykonywania następujących zadań zawodowych:
1. w zakresie kwalifikacji EKA.04. Prowadzenie dokumentacji w jednostce organizacyjnej:
a) stosowania przepisów prawa w prowadzeniu działalności,
b) prowadzenia dokumentacji biurowej i magazynowej,
c) prowadzenia dokumentacji procesu sprzedaży,
d) gospodarowania rzeczowymi składnikami majątku,
e) sporządzania biznesplanu
2. w zakresie kwalifikacji EKA.05. Prowadzenie spraw kadrowo-płacowych i gospodarki finansowej jednostek organizacyjnych:
a) prowadzenia rekrutacji i selekcjonowania kandydatów do pracy,
b) sporządzania dokumentacji kadrowej,
c) prowadzenia spraw związanych ze świadczeniami socjalnymi,
d) rozliczania wynagrodzeń i składek pobieranych przez Zakład Ubezpieczeń Społecznych,
e) prowadzenia analizy zatrudnienia i wynagrodzeń,
f) prowadzenia ewidencji podatkowych i rozliczeń podatkowych,
g) prowadzenia rozliczeń finansowych z kontrahentami i podmiotami rynku finansowego.

Kształcenie w zawodzie technik ekonomista odbywa się przede wszystkim w technikach, rzadko w szkołach policealnych.
Według stanu na wrzesień 2011 roku w Polsce było 727 szkół zawodowych (w tym 603 technika i 124 szkoły policealne), które kształciły w zawodzie technika ekonomisty.
W 2019 r. naukę w technikum w zawodzie technik ekonomista ukończyło 9118 osób i stanowili oni 8,5% absolwentów techników. Natomiast w 2020 r. było to odpowiednio – 9136 osób i 8,3% absolwentów.
Był to w latach 2019 i 2020 trzeci w kolejności zawód w technikach, w którym kończyło naukę najwięcej absolwentów.